# Живопис на Търновската художествена школа
Живописта на Търновската художествена школа е основно направление в българското изобразително изкуство от 13 век-14 век по името на столицата и главно културно средище на Втората българска държава, Търново. Въпреки че следва основните тенденции на Палеологовия ренесанс, Търновската живопис има свои отличителни белези, даващи основание да се разглежда като отделна школа.
В зависимост дали служи за украса по стените на християнските храмове или става дума за кавалетни произведения може да се раздели условно на два вида: стенописи и иконопис.
При археологическите разкопки са открити твърде малко следи от мозаечна украса, което показва, че тази техника не е намерила широко разпространение в България.
Търновската школа продължава да оказва силно влияние върху църковната и светската живопис в България чак до края на 17 век.

## Стенописи
За пръв път във византийската живопис широка употреба на темпера се прилага при стенописта на
Търновската школа. Тази техника позволява да се работи по-бавно отколкото при фреското а колоритът е по-ярък и наситен, с възможност за повече допълнителни тонове.
Фресковата техника не е напълно пренебрегната. Тя се използва в прочутите Ивановски стенописи и в параклиса на Хрельовата кула.
Стенописите в църквите на Второто българско царство обхващат плътно всяка свободна повърхност – стените, сводовете, стълбовете, пиластрите, арките, апсидата. Разположението им е в хоризонтални пояси съобразено с каноните на иконописта. В първия пояс се изобразяват фигури на светци стъпили
обикновено върху висок рисуван цокъл, който е една от характерните особености на школата. Рисунъкът му често имитира облицовъчни плочи от цветен мрамор. Подборът на изобразяваните светци зависи от предпочитанията на дарителите (ктиторите) и от общата тематика на стенописите.
Типични за Търновската школа са многобройните изображения на светци-воини. В Боянската църква например те са десет на брой. Особено често срещан е образът на свети Димитър Солунски, покровител на Асеневци, чиято популярност в България през 13-14 век е голяма.
В притвора се изобразяват самите дарители. Благодарение на тази практика до нас са достигнали
редица портрети на видни българи от Средновековието. В Боянската църква са съхранени образите
на цар Константин Асен, царица Ирина, севастократор Калоян и съпругата му Десислава. В костницата на Бачковския манастир е изобразен цар Иван Александър а в църквата в село Долна Каменица са запазени цели единадесет портрета: деспот Михаил (син на цар Михаил III Шишман Асен), съпругата му, неизвестен по име феодал, който е изобразен на два пъти с модел на църквата в ръце, жена му, децата му, както и две духовни лица. Образи на светци-воини и ктитори са често срещани и по запазените детайли от стенописи по основите на църквите в Трапезица.
Психологизмът и благородството на портретите в Боянската църква дават основание на някои изследователи да видят в тях предвестник на Ренесанса. Пиластрите и арките често се украсяват с медальони с допоясни изображения на светци. Такива са съхранени в храма „Свети Петър и Павел“ в Търново.
Наред с традиционните „Страсти Христови“ и „Празничен цикъл“ във втория пояс, „Христос Пантократор“ в купола и „Богородица с младенеца“ в апсидата, се срещат специфични сцени и образи. В притвора на църквата „Свети Четиридесет мъченици“ в Търново е имало образи на света Ана кърмеща малката Мария и света Елисавета кърмеща малкия Йоан, втората вече не съществува. Иконографският тип „Галактофруса“ (Млекопитателница) е първообраз на западноевропейските „кърмещи мадони“. Във византийската иконопис той се среща много рядко при все, че е каноничен. В тридесет и петте календарни сцени от притвора на същата църква някой от персонажите са изобразени със съвременни на епохата дрехи.
В Боянската църква прави впечатление големия брой образи на Христос: „Пантократор“ (Вседържател), „Емануил“ (Младеж), „Евергет“ (Благославящ), „Убрус“, „Керамидион“ и уникалното изображение „Христос по-стар от дните“, представящо Исус като белобрад старец.
Оригинална е и тематиката на стенописите в параклиса „Преображение Господне“ в Хрельовата кула. В купола е представена композицията „София-Премъдрост Божия“ а в притвора, „Давидови псалми“. Особен интерес тук предизвикват сцените „Музиканти“ и „Хоро“ от които може да се съди за облеклата и бита на българите от 14 век.
Въпреки малкия брой оцелели паметници на Търновската живопис внимателното вглеждане в тях разбива популярната представа за иконописта като закостеняла и неподлежаща на творчески подход дейност.
Археологическите проучвания на царския дворец на Царевец показват, че богата живописна украса са имали и някои светски сгради. Оцелелите фрагменти не дават възможност да се определят сюжетите ѝ.

## Галерия
- „Свети Варлаам“ от църквата „Свети Петър и Павел“, Търново, 14 век
- Светец от църквата „Свети Петър и Павел“, Търново, 14 век
- Медальони от апсидата на „Свети Петър и Павел“
- Медальони от апсидата на „Свети Петър и Павел“
- „Севастократор Калоян и Десислава“, Боянска църква, 1259 г.
- „Цар Константин Асен и царица Ирина“, Боянска църква, 1259 г.
- Ктиторски портрет на цар Иван Александър от скалната църква до Иваново, 14 век
- Детайл от календарните сцени в „Свети Четиридесет Мъченици“, Търново, 13 век